# Tick
tick（ティック）は、石川県出身の日本の3人組バンドである。EMIミュージック・ジャパンに所属。2010年12月31日に解散。

## メンバー
no-boo（ノブ、1978年10月31日 - ）
ボーカル担当。2003年の夏にtickに加入。楽器遍歴は一通りあったが、MC担当だった旧メンバーのReigo5に、「ノブ、たぶん…歌が向いてるわ」と言われた事をきっかけに本格的にボーカルに転身した。
Paul（ポール、1978年7月20日 - ）
ベース担当。Reigo5と共にtickの結成メンバーである。ジャズからハードロックまでを幅広く経験した経緯を持つ。
Donny（ドニー、1984年7月15日 - ）
キーボード担当。幼少の頃から鍵盤楽器を学んでいる。2005年1月にtickに加入。

## 旧メンバー
REIGO5（レイゴファイブ、1977年3月16日 - 2003年3月）
MC担当。音楽プロデュースを担当していた。ヒューマンビートボックスを得意とする。

## 概要
- 旧メンバーのReigo5と、現メンバーのPaulにより1998年にtickを結成。2002年にメジャーデビューを果たす。

## ディスコグラフィー

### シングル
|     | 発売日        | タイトル     | 規格   |
| --- | ------------- | ------------ | ------ |
| 1st | 2001年8月16日 | 志           | 12cmCD |
| 2nd | 2002年5月16日 | www.tick.jp  | 12cmCD |
| 3rd | 2002年8月7日  | 2cycle sport | 12cmCD |
| 4th | 2007年1月1日  | 絆           | 12cmCD |
| 5th | 2009年5月20日 | 何度でも     | 12cmCD |

### アルバム
|     | 発売日        | タイトル       | 規格   |
| --- | ------------- | -------------- | ------ |
| 1st | 1999年8月10日 | TICK           | 12cmCD |
| 2nd | 2008年1月9日  | 想〜omou〜     | 12cmCD |
| 3rd | 2009年6月17日 | 贈る 〜okuru〜 | 12cmCD |